# Чилкотин (приток Фрейзера)
Чилкотин (англ. Chilcotin River) — река в провинции Британская Колумбия (Канада), приток реки Фрейзер.

## География
Длина реки Чилкотин составляет 235 км, а площадь бассейна равна 20 000 км². Берёт начало в озере Итча в южной части Британской Колумбии, течёт в юго-восточном направлении по одноименном плато, впадает в реку Фрейзер (бассейн Тихого океана). На берегах реки живут индейцы чилкотины, общая численность которых составляет 3,5 тысячи человек.
Высота истока — 1592 м над уровнем моря. Высота устья — 351 м над уровнем моря.

## Главные притоки
- Чиланко
- Чико
- Биг-Крик